# Music of Thelonious Monk
Music of Thelonious Monk (auch Monk) ist ein Jazzalbum von Junior Mance und Joe Temperley. Die am 1. und 4. November 2000 entstandenen Aufnahmen erschienen 2003 auf Chiaroscuro Records. Das Album enthält Stücke des Pianisten Thelonious Monk.

## Hintergrund
Das Floating Jazz Festival, das an Bord des Kreuzfahrtschiffs Queen Elizabeth 2 (und zuvor auf der Norway) stattfand, war eine regelmäßige Quelle für Live-Mitschnitte, die auf dem Chiaroscuro-Label erschienen. Junior Mance war mit seinem „Floating Jazz Festival Trio“ auf dem Festival mehrmals zu Gast, zu hören auf den Alben The Music Of Duke Ellington: Live At The 1996 Floating Jazz Festival (1997) und Junior Mance with Special Guests Etta Jones and Lou Donaldson – Mance (1998), erschienen bereits zuvor bei Chiaroscuro Records. 2000 spielten Junior Mance und Joe Temperley auf dem Festival, begleitet von dem Bassisten Peter Washington und dem Schlagzeuger Mickey Roker.
Aufgenommen wurde die Musik am 1. und 4. November 2000 an Bord der Queen Elizabeth 2 in verschiedenen Teilen des Atlantischen Ozeans, mit Ausnahme von Track 8; dieser wurde am 28. Oktober 1996 an Bord der SS Norway in der Karibik aufgenommen; hier spielten Mance und Temperley mit Bassist Keter Betts und Schlagzeuger Jackie Williams.

## Titelliste
- Junior Mance & Joe Temperley: Music of Thelonious Monk (Chiaroscuro Records CR(D)370)[2]
  1. Blue Monk, 9:03
  2. Little Rootie Tootie, 8:16
  3. Ba-Lue Bolivar Ba-Lues-Are, 7:20
  4. Ask Me Now, 9:11
  5. Straight, I Mean You, 7:44
  6. Rhythm-A-Ning [Rhythmaning], 6:47
  7. Straight, No Chaser [Straight No Chaser], 7:42
  8. Hackensack, 9:42

Alle Kompositionen stammen von Thelonious Monk.

## Rezeption
Ken Dryden verlieh dem Album in Allmusic vier Sterne und schrieb, zunächst einmal erweise sich Joe Temperley, obwohl er hauptsächlich als Baritonsaxophonist bekannt sei, als fähiger Bassklarinettist beim swingenden Eröffnungstitel Blue Monk sowie als hervorragender Sopransaxophonist im Blues Straight No Chaser. Natürlich sei sein herzhafter Bariton im Laufe des Auftritts zu hören, obwohl die naheliegendste Wahl, ’Round Midnight, leider nicht gespielt wurde. Mance werde mit der Rhythmusgruppe in einer knackigen Version von Ask Me Now vorgestellt, und seine starken Fertigkeiten erlebe man auf dem gesamten Mitschnitt.

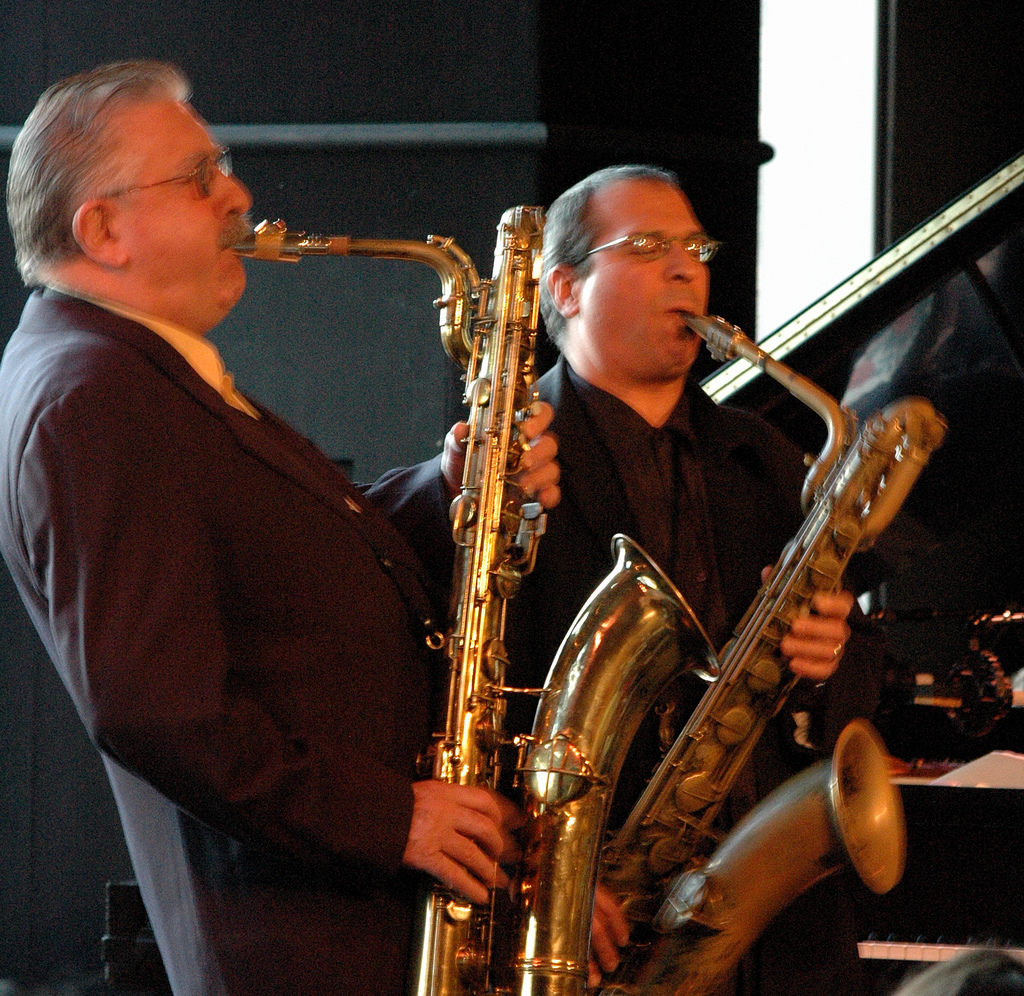
Joe Temperley und Gary Smulyan (2005)

Nach Ansicht von Riel Lazarus, der das Album in All About Jazz rezensierte, erwies sich das Schiff auf dem Atlantik für das Floating-Jazz-Festival-Trio des Pianisten Junior Mance als perfekte Kulisse für eine Hommage an die Musik von Thelonious Monk. Bei Ask Me Now – an das Stelle setzte Temperley aus – habe das Trio eines der lyrischeren und melancholischeren Werke von Monk interpretiert. „Sie tun dies geschickt und mit größter Sorgfalt – sie erinnern an Monk als den feinfühligen Dynamo, der er war.“ Ein weiteres Highlight sei die Arbeit der Gruppe im swingenden Rhythm-A-Ning. Mance ziehe hier alle Register, während Temperley auf Baritonsaxophon flattere und sich mit bemerkenswerter Geschicklichkeit durchlaufe. Von Anfang bis Ende sei es offensichtlich, dass diese vier ihren Monk kennen, lobt der Autor. Tatsächlich seien sie mit dem Material so vertraut, dass sie es mit einer charmanten, gelebten Qualität interpretiert haben, die nur wenige andere Ensembles bewältigen konnte. Ihre Herangehensweise an Thelonious Monk sei zwar kaum revolutionär, aber warmherzig, intim und durchaus üblich.
Richard Cook und Brian Morton verliehen dem Album dreieinhalb Sterne und schrieben im Penguin Guide to Jazz, Temperley sei eine Offenbarung auf der Bassklarinette (Blue Monk) und dem Sopransaxophon (Straight No Chaser), und die Identität des Solisten würde die meisten Zuhörer mit verbundenen Augen in beiden Fällen kaum herausfinden, obwohl es einige charakteristische, leise Töne in der ersteren Melodie gibt, die ihn möglicherweise verraten.